# Anomis innocua
Anomis innocua là một loài bướm đêm trong họ Erebidae.